# Horváth Sebestyén Sándor
Horváth Sebestyén Sándor (1981. október 4. –) magyar színész.

## Életrajza
1996–2000 között a komáromi Selye János Gimnázium diákja volt, itt érettségizett. Már a gimnáziumi évek alatt sikert aratott a Gimisz Színpadon. 2000–2003 között a komáromi Jókai Színháznál játszott. 2001–2002 között a Nyitrai Egyetem Bölcsészkarának volt a hallgatója magyar nyelv-esztétika szakon. 2003–2007 között a Színház- és Filmművészeti Egyetem színész szakán tanult. 2007-2008-ban szabadúszóként dolgozott. 2008-2019 között a nyíregyházai Móricz Zsigmond Színház művésze volt. 2021-től a József Attila Színház tagja.

## Díjak, elismerések
- 2009/2010-es évad: VELA kft nívódíja
- 2010/2011-es évad: KE-VÍZ 21 Zrt nívódíja, SANDRA FORM Kft nívódíja,
- 2011/2012-es évad: MEGYEI ÖNKORMÁNYZAT nívódíja, MARSO Kft nívódíja, SZABOLCS TAKARÉKSZÖVETKEZET nívódíja, MICHELINE HUNGÁRIA Kft nívódíja,
- 2012/2013-as évad: HÜBNER-H Kft nívódíja, KE-VÍZ 21 Zrt nívódíja,
- 2013/2014-es évad: Kelet színésze-díj (közönségdíj)
- 2014/2015-ös évad: Kelet színésze-díj (közönségdíj)
- 2015/2016-os évad: Kelet színésze-díj (közönségdíj)
- 2016/2017-es évad: Godot-díj
- 2018/2019-es évad: Lipót-díj

## Színházi szerepei
A Színházi adattárban regisztrált bemutatóinak száma: 29.
- Vőlegény (bemutató: 2006. Színház- és Filmművészeti Egyetem) (Ódry Színpad)
- Sugár Bébi Láv (bemutató: 2006.október.13. Színház- és Filmművészeti Egyetem) (Ódry Színpad)
- Canterbury mesék (bemutató: 2006. december 9. Színház- és Filmművészeti Egyetem) (Ódry Színpad)
- Bethlen (bemutató: 2007. február 16. Színház- és Filmművészeti Egyetem) (Ódry Színpad)
- Háztűznéző (bemutató: 2007. április 13. Színház- és Filmművészeti Egyetem) (Ódry Színpad)
- Az anya (bemutató: 2007. május 19. Színház- és Filmművészeti Egyetem) (Ódry Színpad)
- Ágacska (bemutató: 2007. szeptember 29. Móricz Zsigmond Színház)
- Lulu (bemutató: 2008. január 10. Pesti Színház)
- Csodakvintett (bemutató: 2008. január 30. Tivoli Színház)
- Van Gogh szerelme (bemutató: 2008. március 8. Jászai Mari Színház, Népház)
- Kőműves Kelemen (bemutató: 2008. október 18. Móricz Zsigmond Színház)
- Kasimir és Karoline (bemutató: 2008. november 22. Móricz Zsigmond Színház)
- A Pál utcai fiúk (bemutató: 2009. január 24. Móricz Zsigmond Színház)
- TUNDE @CSONGOR.HU (bemutató: 2009. március 5. Móricz Zsigmond Színház)
- Líra és Epika (bemutató: 2009. április 9. KoMa Társulat)
- Róka-rege (bemutató: 2009. október 3. Móricz Zsigmond Színház)
- Kabaré (bemutató: 2009. december 5. Móricz Zsigmond Színház)
- Hát akkor itt fogunk élni (bemutató: 2010. február 20. Móricz Zsigmond Színház)
- Passió (bemutató: 2010. március 27. Móricz Zsigmond Színház)
- Színes tinták (bemutató: 2010. november 15. Móricz Zsigmond Színház)
- Orfeum anno (bemutató: 2010. november 19. Móricz Zsigmond Színház)
- PSYCHÉ - Utazás egy nő körül Magyarországon (bemutató: 2011. január 15. Móricz Zsigmond Színház)
- Koccanás (bemutató: 2011. március 26. Móricz Zsigmond Színház)
- A waterloói csata (bemutató: 2011. május 7. Móricz Zsigmond Színház)
- Kokainfutár (bemutató: 2011. október 1. Móricz Zsigmond Színház)
- A varázsfuvola (bemutató: 2011. november 12. Móricz Zsigmond Színház)
- Kulcskeresők (bemutató: 2012. február 4. Móricz Zsigmond Színház)
- A szuzai menyegző (bemutató: 2012. március 24. Móricz Zsigmond Színház)
- Kukorica-Derce avagy A talléros kalap és más mesék (bemutató: 2012. április 21. Móricz Zsigmond Színház)
- Lila ákác (bemutató: 2012. szeptember 29. Móricz Zsigmond Színház)
- Az eltört korsó (bemutató: 2012. november 24. Móricz Zsigmond Színház)
- Fekete Péter (bemutató: 2013. január 19. Móricz Zsigmond Színház)
- Rettentő görög vitéz (bemutató: 2013. március 2. Móricz Zsigmond Színház)
- Tűzoltó leszel s katona! (bemutató: 2013. október 12. Móricz Zsigmond Színház)
- János király (Bemutató: 2013. november 16. Móricz Zsigmond Színház)
- Anconai szerelmesek 2 (bemutató: 2014.01.18. Móricz Zsigmond Színház)
- Made in Hungária (2014.március Kisvárdai Várszínház és Művészetek Háza)
- EZ AZ ENYÉM! (bemutató: 2014. április 26. Móricz Zsigmond Színház)
- Hair (bemutató: 2014.szeptember 27. Móricz Zsigmond Színház)
- Az ellopott futár (bemutató: 2014. november 8. Móricz Zsigmond Színház)
- Tűzpróba avagy a Heilbronni Katica (bemutató: 2015. január 17. Móricz Zsigmond Színház)
- Szibériai csárdás (Bemutató: 2015. április 25. Móricz Zsigmond Színház)
- A mumus (bemutató: 2015. október 31. Móricz Zsigmond Színház)
- Túl zajos magány (bemutató: 2016. január 23. Móricz Zsigmond Színház)
- Bál a Savoyban (bemutató: 2016. március 5. Móricz Zsigmond Színház)
- Tudós nők (bemutató: 2016. április 23. Móricz Zsigmond Színház)
- Képzelt riport egy amerikai popfesztiválról (bemutató: 2016. október 8. Móricz Zsigmond Színház)
- Emilia Galotti (bemutató: 2016. november 19. Móricz Zsigmond Színház)
- A kisfiú meg az oroszlánok (bemutató: 2017. február 10. Móricz Zsigmond Színház)
- SingSingSing produkció (bemutató: 2017. március 19. Móricz Zsigmond Színház)
- Hello, Dolly! (bemutató: 2017. április 15. Móricz Zsigmond Színház)
- Sherlock Holmes - A sátán kutyája (bemutató: 2017. szeptember 9. Móricz Zsigmond Színház)
- Illatszertár (bemutató: 2017. november 25. Móricz Zsigmond Színház)
- Chicago (bemutató: 2018. január 20. Móricz Zsigmond Színház)
- Maszmók Afrikában (bemutató: 2018. április 06. Móricz Zsigmond Színház)
- A balek (bemutató: 2018. április 28. Móricz Zsigmond Színház)
- Macbeth (bemutató: 2018. október 19. Móricz Zsigmond Színház)
- A kis hableány (bemutató: 2018. november 30. Móricz Zsigmond Színház)
- Hamupipőke (bemutató: 2019. február 15. Móricz Zsigmond Színház)
- A nagy Romulus (bemutató: 2019. június 28. Aquincumi Múzeum Romkert Színház)
- Papa, ha meghal (bemutató: 2019. augusztus 31. Városi Művelődési Központ, Komárom)
- A kincses sziget (bemutató: 2019. november 29. Pesti Magyar Színház)
- Ezeregyéjszaka (bemutató: 2020. január 17. Móricz Zsigmond Színház)
- 9-TŐL 5-IG - A musical (bemutató: 2020. szeptember 19. József Attila Színház)
- Amadeus (bemutató: 2020. október 10. József Attila Színház)
- Egy szoknya, egy nadrág (bemutató: 2021. szeptember 11. József Attila Színház)
- Valami bűzlik (bemutató: 2021. szeptember 18. József Attila Színház)
- Szibériai csárdás (bemutató: 2021. október 9. József Attila Színház)
- Furcsa pár - női változat (bemutató: 2021. október 16. József Attila Színház)
- Száll a kakukk fészkére (bemutató: 2021. november 27. József Attila Színház)
- Portugál (bemutató: 2022. március 19. József Attila Színház)
- Az imposztor (bemutató: 2022. április 9. József Attila Színház)
- Made in Hungária (bemutató: 2022. október 1. József Attila Színház)
- Régimódi történet (bemutató: 2022. december 10. József Attila Színház)
- A Karamazov testvérek (bemutató: 2023. február 24. József Attila Színház)
- Vértestvérek (bemutató: 2023. szeptember 30. József Attila Színház)
- Vízkereszt vagy bánom is én (bemutató: 2023. december 09. József Attila Színház)
- Naftalin (bemutató: 2024. február 17. József Attila Színház)

## Filmszerepei
- Tűzvonalban (magyar sorozat, 2008)
- Bogaras szülők (magyar sorozat, 2018)
- Jóban Rosszban (magyar sorozat, 2021)
- Hazatalálsz (magyar sorozat, 2023)
- Brigi és Brúnó (magyar sorozat, 2023)
- …a szomszéd tehene (magyar sorozat, 2024)

## Díjai
- Józsa Imre-díj (2024)[5]